# Dante's View (film)
Cet article concerne le film Dante's View. Pour le site, voir Dante's View.
Dante's View est un film américain réalisé par Steven A. Adelson, sorti en 1998.

## Fiche technique
- Réalisateur : Steven A. Adelson
- Scénariste : Liane Bonin
- Durée : 85 minutes
- Pays de production :  États-Unis
- Date de sortie : 
  - États-Unis : 31 décembre 1998
- Date de sortie DVD :
  - États-Unis : 15 septembre 2001

## Distribution
- Ivan Martin Salan : Miguel, le fils de María
- Guinevere Turner : June Darien
- Sheryl Lee (VF : Dorothée Jemma) : Sam Kingsley
- Brett Harrelson : Jeremy
- Ethan Suplee : Mason
- Channon Roe : Steven
- Sherman Howard : Jesus
- Barry Del Sherman : Aysa (comme Barry Sherman)
- Charles Venturi : Kyle
- Amy Hathaway : Vicky
- Grace Zabriskie : Geraldine

## Titre en différentes langues
- Allemagne : Death Valley
- Allemagne (TV) : Death Valley - Im Tal des Todes
- Finlande : Kova paikka: Dante's View
- Brésil : Uma Vista do Inferno